# Chiloscyllium hasselti
La pintarroja colilarga indonesia (Chiloscyllium hasselti) es una especie de elasmobranquio orectolobiforme de la familia Hemiscylliidae.